# Sveti Matija
Matija je apostol, ki je nadomestil izdajalca Juda Iškarijota in tako dopolnil število Jezusovih apostolov, da jih je bilo spet dvanajst. *(?), † 80.
Ime Matija (grško: starogrško Ματθίας [Mathias]) izvira iz iste hebrejske osnove kot ime Matej (hebrejsko: מתי‎ [Mataj], grško: starogrško Ματθαίος [Matheos]) in pomeni Dar Gospoda. 
V Apostolskih delih (Apd 1,15-26) lahko preberemo, da so Jezusovi učenci po izdajstvu in smrti Jude Iškarijota sklenili, da je treba namesto njega izbrati novega apostola. Pogoj za kandidata je bil, da je moral biti Jezusov učenec že od vsega začetka Jezusovega javnega delovanja, to pomeni od njegovega krsta v reki Jordan naprej. Premišljevali so o dveh kandidatih, in sicer Jožefu Barsabi ter Matiji, potem pa so z žrebom (po nekaterih virih s kockanjem) izbrali Matija. 
Vsi drugi podatki o Matijevem življenju so skopi in nezanesljivi - pogosto tudi protislovni. Po nekaterih virih je deloval v Judeji in pozneje Etiopiji, kjer naj bi bil tudi križan. Po drugih virih naj bi bil v Jeruzalemu kamenjan in obglavljen.
Nekater viri navajajo, da je Matija avtor Matijevega evangelija, ki pa se ni ohranil do današnjih dni.
Relikvije svetega Matija je cesarica Helena prenesla v Rim, del pa tudi v Trier. Nekateri viri navajajo domnevo, da gre za pomoto in da to niso relikvije apostola Matije, pač pa jeruzalemskega škofa Matije, ki je umrl okoli leta 120.
God apostola Matije je v prenovljenem katoliškem koledarju svetnikov 14. maj, vendar pa v številnih deželah (tudi v Sloveniji) ta god praznujemo po starem - dne 24. februarja. Na ta dan se tudi spominjamo ljudskega reka: Svet' Matija led razbija, če ga ni, ga pa nar'di. Po pravoslavnem koledarju Matija goduje 9. avgusta.